# Tupolev Tu-119
Tupolev Tu-95LAL (rusky: Летающая Атомная Лаборатория – Letajuščaja Atomnaja Laboratorija – létající nukleární laboratoř) byl prototyp letadla používaný mezi roky 1961 a 1969, který vznikl úpravou sovětského bombardéru Tupolev Tu-95. Na prototypu bylo testováno, zda letadlo může být poháněno jaderným reaktorem. Bez potřeby doplňovat palivo mělo mít mnohem větší dolet než s tradičním pohonem. Návrh byl podobný dřívějšímu americkému experimentálnímu letadlu Convair X-6.

## Popis
Během studené války měl Sovětský svaz, stejně jako USA, experimentální jaderný program. 12. srpna 1955 Rada ministrů SSSR nařídila vývojovým kancelářím zaobírající se vývojem bombardérů, aby spojili síly na vývoji nukleárního letadla. Vývojová kancelář Andreje Tupoleva a Vladimíra Mjasiščeva řídila vývojový tým, zatímco N. D. Kuzněcov a A. M. Ljulka navrhovali reaktor.
Vývojáři z Tupolevovy kanceláře si byli vědomi, jak složitý úkol jim byl přiřazen a proto předpokládali, že bude trvat dvě desetiletí, než bude moci být sestrojen fungující prototyp. Domnívali se, že první letadlo s nukleárním pohonem v ostrém provozu vzlétne na konci 70. či na začátku 80. let. Pro ověření koncepce pohonu navrhli sestrojit létající zkušební zařízení co nejdříve. Proto vložili malý reaktor do letadla Tu-95M. Takto upravené letadlo dostalo označení Tu-119.
Reaktor byl uložen v bombové části trupu letounu. Protože výška reaktoru byla ale o něco větší, mělo letadlo na stropě malý hrb. Podle některých zdrojů pohon tvořily dva konvenční turbovrtulové motory NK-12 a dva experimentální proudové motory NK-14 se špinavým cyklem, napájené z minimálně odstíněného nukleárního reaktoru v trupu letounu. Od roku 1961 do roku 1969 letoun absolvoval více než 40 zkušebních letů. U většiny z nich byl reaktor vypnut. Hlavní účel letu byl zjištění efektivity radiačního stínění, což byla hlavní starost výzkumných inženýrů. Pro ochranu byl použit tekutý sodík, oxid berylnatý, kadmium, parafínový vosk a železné pláty. Některé zdroje uvádí, že letadlo mohlo zůstat ve vzduchu přibližně 48 hodin nebo po dobu, kterou byla posádka schopna přežít radiaci vyzařovanou reaktorem. Výsledek byl znepokojivý, neboť úroveň radiace byla vysoká a testovací piloti i zbytek posádky byli těžce ozářeni. V dopise testovací pilot V. A. Guryanov píše: „Všichni jsme byli ozářeni, ale ignorovali jsme to. Ze dvou testovacích posádek přežili pouze tři muži: mladý navigátor, vojenský navigátor a já. První – mladý technik – zemřel již během tří let.“ Stejně jako v USA, tvůrci nikdy nepřekonali tento problém. Potenciál mezikontinentálních balistických střel způsobil, že drahý vývoj nukleárního letadla se stal zbytečný a návratem zpět.